# 拉蒙尚
拉蒙尚（法語：Ramonchamp，法語發音：[ʁamɔ̃ʃɑ̃] ⓘ）是法国大東部大區孚日省的一个市镇，属于埃皮纳勒区。

## 地理
拉蒙尚（47°53'30"N, 6°44'23"E）面积15.74 平方千米，位于法国大東部大區孚日省，该省份为法国东北部内陆省份，北起默兹省和默尔特-摩泽尔省，西接上马恩省，南至上索恩省和贝尔福地区省，东临上莱茵省和下莱茵省。
与拉蒙尚接壤的市镇（或旧市镇、城区）包括：莫斯洛特河畔索尔叙尔、伯洛特圣洛朗、欧迪泰姆-朗贝尔堡、费尔德吕、勒梅尼勒、勒蒂约、塞尔旺斯-米耶兰。

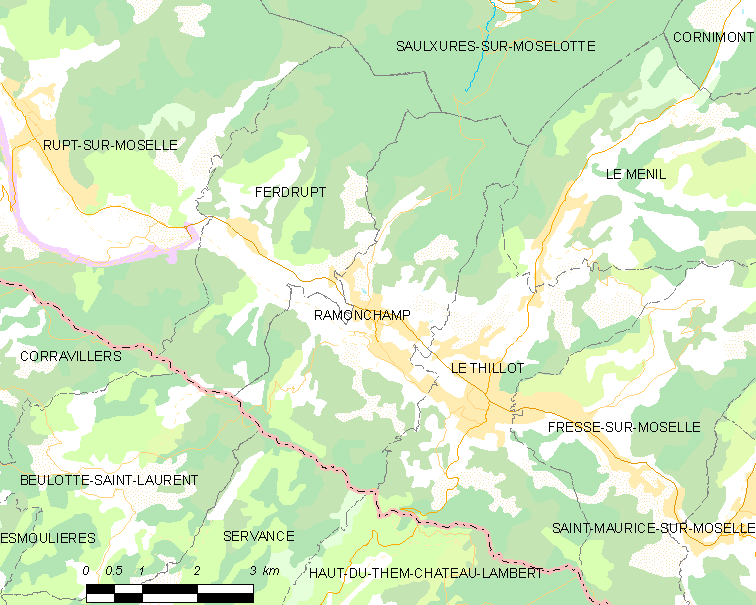
拉蒙尚的OSM定位图

拉蒙尚的时区为UTC+01:00、UTC+02:00（夏令时）。

## 行政
拉蒙尚的邮政编码为88160，INSEE市镇编码为88369。

## 政治
拉蒙尚所属的省级选区为勒蒂约县。

## 人口

1962-2008年间拉蒙尚人口变化图示

拉蒙尚于2022年1月1日时的人口数量为1817人。